# مدیریت مجازی
مدیریت مجازی (انگلیسی: Virtual management) در اثر به وجود آمدن اینترنت، جهانی‌سازی، برون‌سپاری، مخابرات و تیم‌های مجازی به وجود آمده است و به معنی مدیریت گروه‌ها و افراد پراکنده با امکان ملاقات حضوری پایین می‌باشد.